# Četvrta Vlada Republike Hrvatske
Četvrta Vlada Republike Hrvatske je saziv Vlade Republike Hrvatske u periodu od 12. kolovoza 1992. do 3. travnja 1993. Predsjednik Vlade bio je Hrvoje Šarinić. 

## Sastav
| Ime i prezime                | Funkcija                                       | Vrijeme obnašanja dužnosti             |
| ---------------------------- | ---------------------------------------------- | -------------------------------------- |
| Hrvoje Šarinić               | predsjednik                                    | 12. kolovoza 1992. do 3. travnja 1993. |
| Darko Čargonja               | potpredsjednik                                 | do 29.12.1992.                         |
| dr. sc. Mate Granić          | potpredsjednik                                 |                                        |
| Ivan Milas                   | potpredsjednik                                 | od 27.08.1992.                         |
| mr. sc. Mladen Vedriš        | potpredsjednik                                 | od 29.12.1992.                         |
| Vladimir Šeks                | potpredsjednik                                 |                                        |
| dr. sc. Zoran Jašić          | ministar financija                             |                                        |
| Zdenko Karakaš               | ministar graditeljstva i zaštite okoliša       |                                        |
| dr. sc. Franjo Kajfež        | ministar industrije, brodogradnje i energetike |                                        |
| Gojko Šušak                  | ministar obrane                                |                                        |
| dr. sc. Ivan Majdak          | ministar poljoprivrede i šumarstva             |                                        |
| Ivica Mudrinić               | ministar pomorstva, prometa i veza             |                                        |
| Ivica Crnić                  | ministar pravosuđa i uprave                    |                                        |
| mr. sc. Josip Juras          | ministar rada, socijalne skrbi i obitelji      |                                        |
| mr. sc. Branko Mikša         | ministar turizma i trgovine                    |                                        |
| Ivan Jarnjak                 | ministar unutarnjih poslova                    |                                        |
| dr. sc. Zdenko Škrabalo      | ministar vanjskih poslova                      |                                        |
| dr. sc. Juraj Njavro         | ministar zdravstva                             |                                        |
| dr. sc. Ivo Sanader          | ministar znanosti                              | do 07.01.1993.                         |
| dr. sc. Branko Jeren         | ministar znanosti i tehnologije                | od 23.02.1993.                         |
| mr. sc. Vesna Girardi-Jurkić | ministrica prosvjete, kulture i športa         |                                        |
| dr. sc. Smiljko Sokol        | ministar u Vladi                               |                                        |
| dr. sc. Zvonimir Baletić     | ministar u Vladi                               | od 07.09.1992. do 26.01.1993.          |
| mr. sc. Čedomir Pavlović     | ministar u Vladi                               |                                        |
| Gordan Radin                 | tajnik Vlade                                   | do 31.08.1992.                         |
| Jurica Malčić                | tajnik Vlade                                   | od 01.09.1992.                         |

## Poveznice
- Vlada Republike Hrvatske
- Popis hrvatskih predsjednika Vlade
- Predsjednik Vlade Republike Hrvatske

## Vanjske poveznice
- Kronologije Vlade RH  Arhivirana inačica izvorne stranice od 1. srpnja 2007. (Wayback Machine)
- Vlada RH  Arhivirana inačica izvorne stranice od 6. rujna 2013. (Wayback Machine)